# Марцадури, Марцио
Ма́рцио Марцаду́ри (итал. Marzio Marzaduri; 28 января 1930 — 3 июня 1990) — итальянский литературовед.

## Биография
Марцио Марцадури родился 28 января 1930 года.
Заведующий кафедрой русского языка и литературы Университета Тренто. До этого в течение долгого времени преподавал в Университете Ка' Фоскари (Венеция).
Умер 3 июня 1990 года.

## Награды и премии
- Международная отметина имени отца русского футуризма Давида Бурлюка[3]